# Åbo stentryckeri

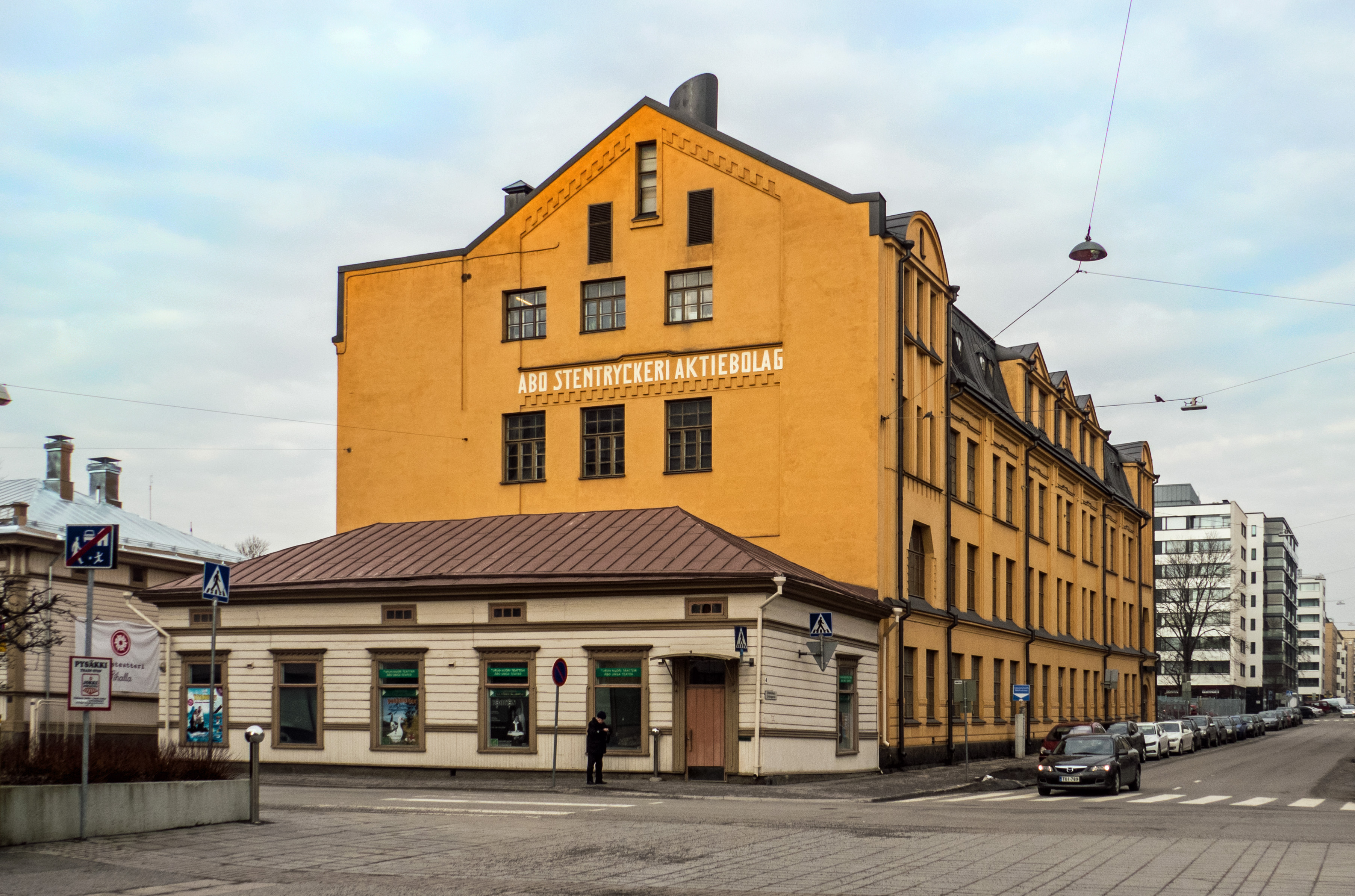
Åbo stentryckeris hus på Slottsgatan 31 i Åbo

Åbo stentryckeri var ett finländskt tryckeri som inledde sin verksamhet år 1851 och ombildades till ett aktiebolag år 1874. Bolaget övertogs 1977 av Tilgmanns tryckeri i Helsingfors men verksamheten i Åbo lades ned två år senare.

## Historia
Målareåldermannen Carl Gustaf Söderstrand hade tagit initiativet till ”Målareämbetets antikklass” ur vilken Åbo ritskola växte fram. Han fick därtill 1850 privilegium på att inrätta ett stentryckeri i Åbo vars verksamhet inleddes år 1851. Den litografiska fackkunskapen fick tryckeriet av Johan Jakob Reinberg som år 1850 hade flyttat till Åbo från Kuressaare i Estland för att ta anställning vid stentryckeriet. Redan år 1853 övergick privilegiet till en annan person från Kuressaare, Julius Schorning, som experimenterade med olika nya metoder. Ekonomiskt hade verksamheten problem och man bytte ägare 1857 och 1858. Under hela tiden leddes tryckeriet av sin dugligaste arbetare, herr J. Gerke från Hamburg, som till slut köpte tryckeriet år 1872 men avstod från det till Åbo stentryckeri Aktiebolag år 1874. Stentryckeriet producerade under denna tid bland annat nottryck, planscher, kartbilagor, tillfällighetstrycksaker, reklamblad, barntidningen Eos och Reinbergs bildserie ”Vyer af Åbo”.

Det nya stentryckeriet bildades 1874. År 1910 uppfördes på tryckeriets tomt i hörnet av Slottsgatan och Ursinsgatan en stenbyggnad i fyra våningar ritad av arkitekt Stefan Michailow. Bolaget gick i konkurs 1937 men konkursboet köptes av ett nybildat Åbo stentryckeri Ab år 1938. Detta bolag fusionerade 1977 med Tilgmanns tryckeri i Helsingfors men verksamheten i Åbo lades ned 1979. Åbo stad köpte fastigheten samma år och efter det har byggnaden hyst teaterverksamhet.

### Aktiebolagets produkter
Åbo stentryckeri Ab:s produkter var böcker, askar, kartongtryck, omslag, spelkort och reklamtryck. Varuetiketter mest för lokala företags behov var en stor produkt. 
År 1878 började man trycka spelkort på licens från österrikiska Piatnik men de tyska teckningarna måste av olika skäl bytas ut. Ersättningen blev porträtt av Vasaättens medlemmar på Åbo slott som anpassades av Rainer Baer till spelkortsformat. Korten har en etablerad ställning i Finland och tillverkas ännu idag. 
År 1928 utformade Arnold Tilgmann asken för Sisu-pastillen och hans design bevarades till början av 1980-talet, då förpackningarna moderniserades. År 1998 besteg Veikka Gustafsson och Patrick Degerman fyra bergstoppar på Antarktis varav en topp pastillens 70-årsjubileum till ära döptes till Mount Sisu.
På 1930-talet blev en viktig produkt överföringstryck för porslinsföremål och de stora avnämarna var Gustavsberg, Rörstrand och Arabia.